# Complejo Deportivo Berakas
El Complejo Deportivo Berakas es un estadio de usos múltiples localizado en la ciudad de Bandar Seri Begawan, la capital del país asiático de Brunéi. Actualmente se utiliza sobre todo para los partidos de fútbol, pista y campo, y torneos de tenis. El estadio tiene capacidad para 500 personas. 
Su propietario es el Departamento de Juventud y Deportes de Brunéi  y su superficie es de césped natural.